# Adalbert Begas
Adalbert Franz Eugen Begas, född den 8 mars 1836 i Berlin, död den 21 januari 1888 nära Genua, var en tysk konstnär. Han var son till Carl Begas den äldre.
Begas var på sin tid en uppburen porträtt- och genremålare.
Asteroiden 12149 Begas är uppkallad efter honom, hans bröder och deras far.